# Département d'Oran
Ne pas confondre avec le département d'Orán, en Argentine
1848–1962
Entités précédentes :
- Beylik de l'Ouest

Entités suivantes :
- Mostaganem (1957)
- Tiaret (1957)
- Tlemcen (1957)
- Saïda (1958)
- Oran (1962)

Le département d'Oran est un département français d'Algérie qui existe entre 1848 et 1962.
Considérée comme une province française, l'Algérie est départementalisée le 9 décembre 1848. Les départements créés à cette date étaient la zone civile des trois provinces  correspondant aux beyliks de l'État d'Alger récemment conquis. Par conséquent, la ville d'Oran fut faite préfecture du département portant son nom, couvrant alors l'ouest de l'Algérie, laissant à l'est le département d'Alger, lui-même à l'ouest de celui de Constantine.
Les provinces d'Algérie sont totalement départementalisées au début de la IIIe République ; le département d'Oran couvrait alors environ 116 000 km2. Il est divisé en plusieurs arrondissements au fil des ans, avec la création de sous-préfectures : Mascara, Mostaganem et Tlemcen ; auxquels se rajoutent Sidi-bel-Abbès en 1875 et Tiaret en 1939.
Le département comportait encore à la fin du XIXe siècle un important territoire de commandement sous administration militaire, sur les hauts plateaux et aux frontières du Maroc. Lors de l'organisation des Territoires du Sud en 1905, le département est amputé à leur profit d'une grande partie du secteur des hauts-plateaux du Sud-Oranais et réduit à 67 262 km2, ce qui explique que le département d'Oran se limitait à ce qui est aujourd'hui le nord-ouest de l'Algérie.
L'Oranais porte le numéro de département français 92 de 1941 à 1957 puis le 9G jusqu'en 1964.

## Commission administrative départementale (1941-1942)
La commission administrative départementale remplaçait le Conseil Général, dissous en 1940.
- René Bordères, Président des délégations financières, Président de la commission des travaux publics du Conseil Général.
- Marcel Gatuing, viticulteur, délégué financier, Président de la Commission des finances du Conseil Général, membre de la première et de la seconde Assemblée nationale constituante (Oran), sénateur MRP des Français du Maroc de 1946 à 1955.
- Jean Lebon, professeur à la Faculté de Médecine d'Alger, conseiller général.
- Paul Saurin, docteur en droit, agriculteur-viticulteur, député radical (1934-1942), Président du Conseil Général.
- Augustin Payri, agriculteur, vice-président du Conseil Général.
- Célestin Ducros, industriel.
- Mostepha Kara, capitaine en retraite.
- Boucif Benchiha, agriculteur, caïd, délégué financier.
- Mokhtar ould Hadj M'Hamed Hamidat, agriculteur, conseiller général.

## Réorganisation et indépendance

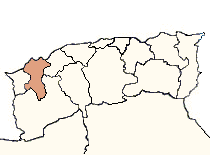
Carte du département d'Oran après la réorganisation de 1956, incluant l'arrondissement du Telagh (rattaché à Saida de 58 à 59).

Le 28 janvier 1956, une réforme administrative visant à tenir compte de la forte croissance démographique qu'avait connue le pays amputa le Département d'Oran de ses régions périphériques créant ainsi le 20 mai 1957, trois départements supplémentaires : le département de Mostaganem, le département de Tiaret et le département de Tlemcen. Une dernière modification territoriale intervint le 17 août 1958 avec la création du département de Saïda à partir des départements de Tiaret, Oran et Saoura qui rétrocéda les hauts plateaux du Sud-Oranais.
Le nouveau département d'Oran couvrait alors 16 438 km2, était peuplé de 851 190 habitants, et possédait quatre sous-préfectures : Aïn Témouchent, Perrégaux, Sidi-bel-Abbès et Telagh.
Maintenu après l'indépendance de l'Algérie dans son cadre géographique et ses fonctions administratives, tout en connaissant des réformes organiques et structurelles importantes dès août 1962, le département algérien d'Oran devint la Wilaya d'Oran par une ordonnance de 1968.

## Démographie
D'après les termes du recensement de 1954, le département d'Oran dans ses frontières d'après 1957 (incluant l'arrondissement du Telagh, qui fut temporairement rattaché à Saïda) comptait alors 851 190 habitants, dont 564 042 musulmans et 287 148 non-musulmans, soit 66,3 % de musulmans.
Ces chiffres, qui faisaient du département d'Oran le département où la population de souche européenne était la plus implantée, cachent cependant une certaine inégalité par arrondissement. En effet, dans l'arrondissement d'Oran même, les non-musulmans étaient légèrement majoritaires, cas unique dans l'ensemble de l'Algérie : Sur 402 200 habitants, 204 393 étaient non musulmans contre 197 807 musulmans, soit 50,82 % de non-musulmans.

## Le département en 1957: arrondissements et communes
Cette liste des communes par arrondissement du département en 1957 est issue du décret du 20 mai 1957 « portant modification des limites départementales et création d'arrondissements en Algérie ».
Ce décret, qui organisait le nord de l'Algérie en douze départements, reflétait aussi la création des nouvelles communes de droit commun issues des communes mixtes dissoutes en 1956.
- Arrondissement d'Oran (26 communes)

Aïn-el-Turk ; Arcole ; Arzew ; Assi-Ameur ; Assi-Ben-Okba ; Assi-Bou-Nif ; Bou-Sfer ; Bou-Tlelis ;  El Ançor ; Fleurus ; Kleber ; La Senia ; Legrand ;  Mangin ; Mers el-Kébir ; Misserghin ;  Oran ; Renan ; Saint-Cloud ; Sainte-Barbe-du-Tlelat ; Sainte-Léonie ; Saint-Leu ;  Saint-Louis ;  Sidi-Chami ; Tafaraoui ; Valmy.
- Arrondissement de Perrégaux (24 communes)

Ahl-el-Aid ; Aïn-Cheurfa ; Alahnia ; Beni-N'Cigh ; Borgias ; El-Gada ; El-Ksar ; Ferraga ; Ferraguig ; Jean-Mermoz ; Khrouf ; Maréchal-Leclerc ; Mocta Douz ; Nouvion ; Oggaz ; Ouled-Said ; Perrégaux ; Port-aux-Poules ; Saint-Denis-du-Sig ; Saint-Lucien ; Sedjerara ; Sidi-Ali-Cherif ; Telilat ; Tenazet.
- Arrondissement d'Aïn-Témouchent (17 communes)

Aïn-el-Arba ; Aïn-Khial ; Aïn-Témouchent ; Aoubellil ; De Malherbe ; Er-Rahel ; Gaston-Doumergue ; Guiard ; Hammam-Bou-Hadjar ; Laferrière ; Lourmel ; Oued-Berkèches ; Oued-Sebbah ; Rio-Salado ; Saint-Maur ; Trois-Marabouts ; Turgot.
- Arrondissement de Sidi-Bel-Abbès (31 communes)

Amarnas ; Baudens ; Bedrabine ; Bonnier ; Boudjebaa ; Boukhanefis ; Chanzy ; Chetouane ; Deligny ; Descartes ; Détrie ; Lamtar ; Les Trembles ; Mercier-Lacombe ; Messer ; Oued-Imbert ; Oued-Mebtouh ; Oued-Sefioun ; Palissy ; Parmentier ; Prudon ; Sfisef ; Sidi-Bel-Abbès ; Sidi-Daho-des-Zair ; Sidi-Yacoub ; Tabia ; Tassin ; Telioum ; Tenira ; Tessala ; Tilmouni.
- Arrondissement du Telagh (16 communes)

Bedeau ; Bossuet ; El-Gor ; Magenta ; Maïder ; Marhoum; Messoulane ; Mouilah ; Rochambeau ; Slissen ; Tadjemout ; Taourira ; Tefessour ; Telagh ; Tirman ; Zegla.

## Galerie

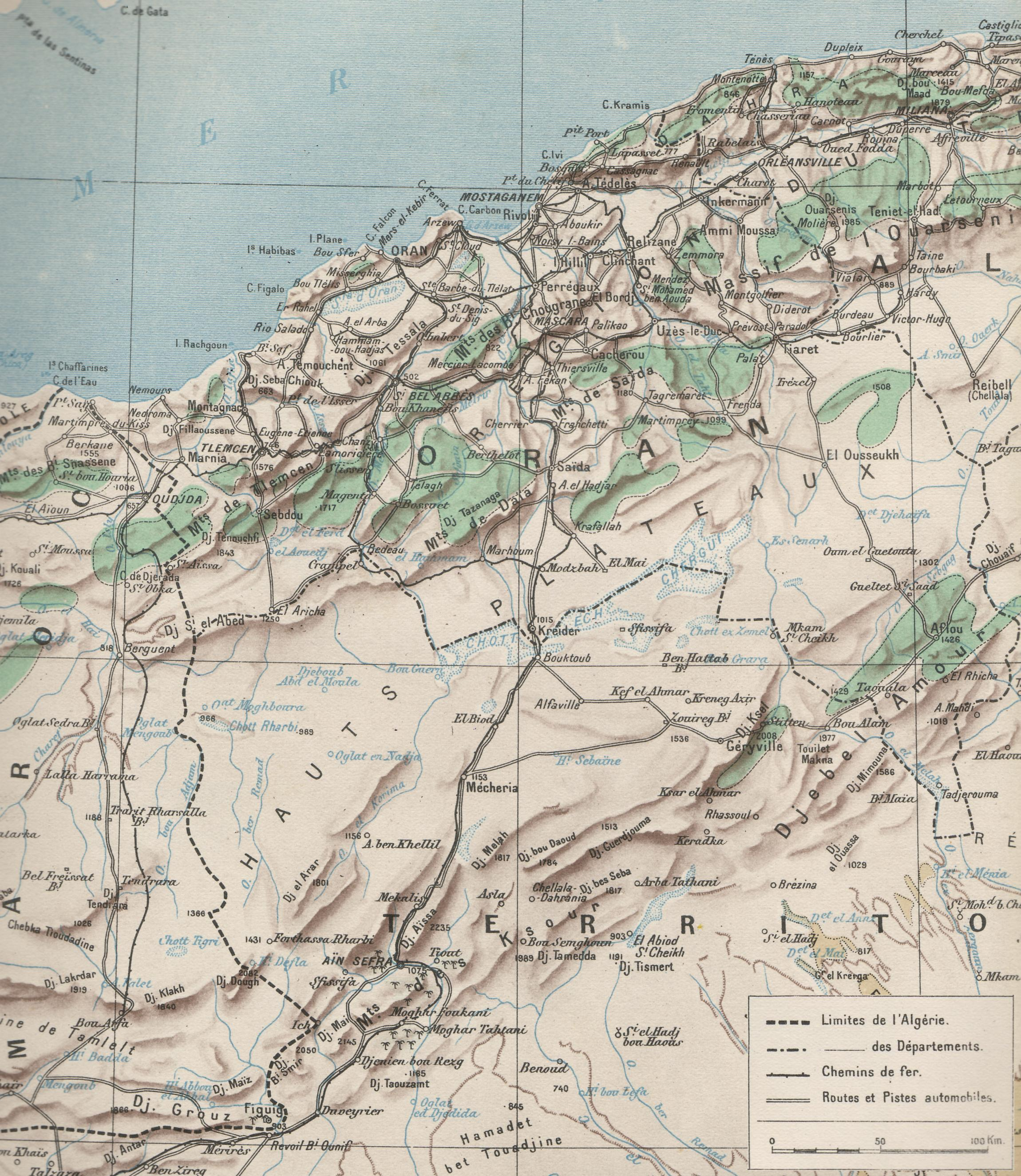
Le département d'Oran, carte de 1930.